# Kawakami Tōgai

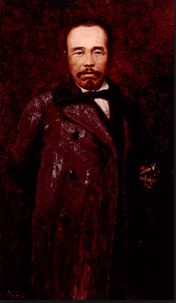
Kawakami, gemalt von Koyama.

Kawakami Tōgai (japanisch 川上 冬崖; geb. 22. Juli 1828 in der Präfektur Nagano; gest. 3. Mai 1881), eigentlich Kawakami Hiroshi (川上 寛), war ein japanischer Maler, einer der ersten  im westlichen Yōga-Stil in der Bakumatsu- und Meiji-Zeit.

## Leben und Werk
Kawakami Tōgai wurde in Matsushiro als Yamagishi Mannojō (山岸 万之丞) geboren, wurde dann aber von der Familie Kawakami adoptiert, die einen gewissen Rang besaß. Er  ging bereits als junger Mann nach Edo und studierte Malerei im Stil der Shijō-Schule unter Ōnishi Chinnen (大西 椿年; 1792–1851). Er wirkte dann im Studienzentrum für das Ausland (蕃書調所, Bansho-Shirabesho) und beschäftigte sich mit westlicher Malerei. Er arbeitete dort auch weiter, als die Einrichtung 1863 in Kaiseijo (開成所) umbenannt wurde, wobei er eine Anzahl Schüler hatte.
Nach der Meiji-Restauration 1868 arbeitete Kawakami am „Süddepartment“ (大学南校) der nun „Daigaku“ genannten Einrichtung, die später zur Universität Tōkyō wurde. Er arbeitete auch direkt für das Kultusministerium und für den japanischen Generalstab. Während er sich mit Kartographie beschäftigte, eröffnete er eine eigene Schule im Shitaya-Distrikt, die er Chōko dokuga-kan (聴香読画館) nannte. Dort unterrichtete er Zeichnen und Malen im westlichen Stil, wobei Takahashi Yuichi, Koyama Shōtarō, Matsuoka Hisashi (松岡 寿), Kawamura Kiyoo und Nakamaru Seijūrō (中丸 精十郎) zu seinen Schülern gehörten.
Kawakami war einer der ersten, der im westlichen Stil malte, aber sein Unterricht war eher theoretischer Natur. Neben einigen wenigen Gemälden im westlichen Stil gibt es von ihm zahlreiche Tuschbilder im sogenannten Literaten-Stil, auch Nanga genannt.
Kawakamis Grab befindet sich auf dem Friedhof Yanaka. Er hinterließ ein Buch mit dem Titel „Zur Orientierung in der westlichen Malerei“ (西画指南, Seiga shinan), das 1871 und 1875 erschien.

## Bilder

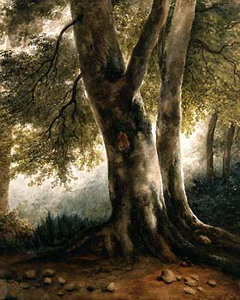
Landschaft
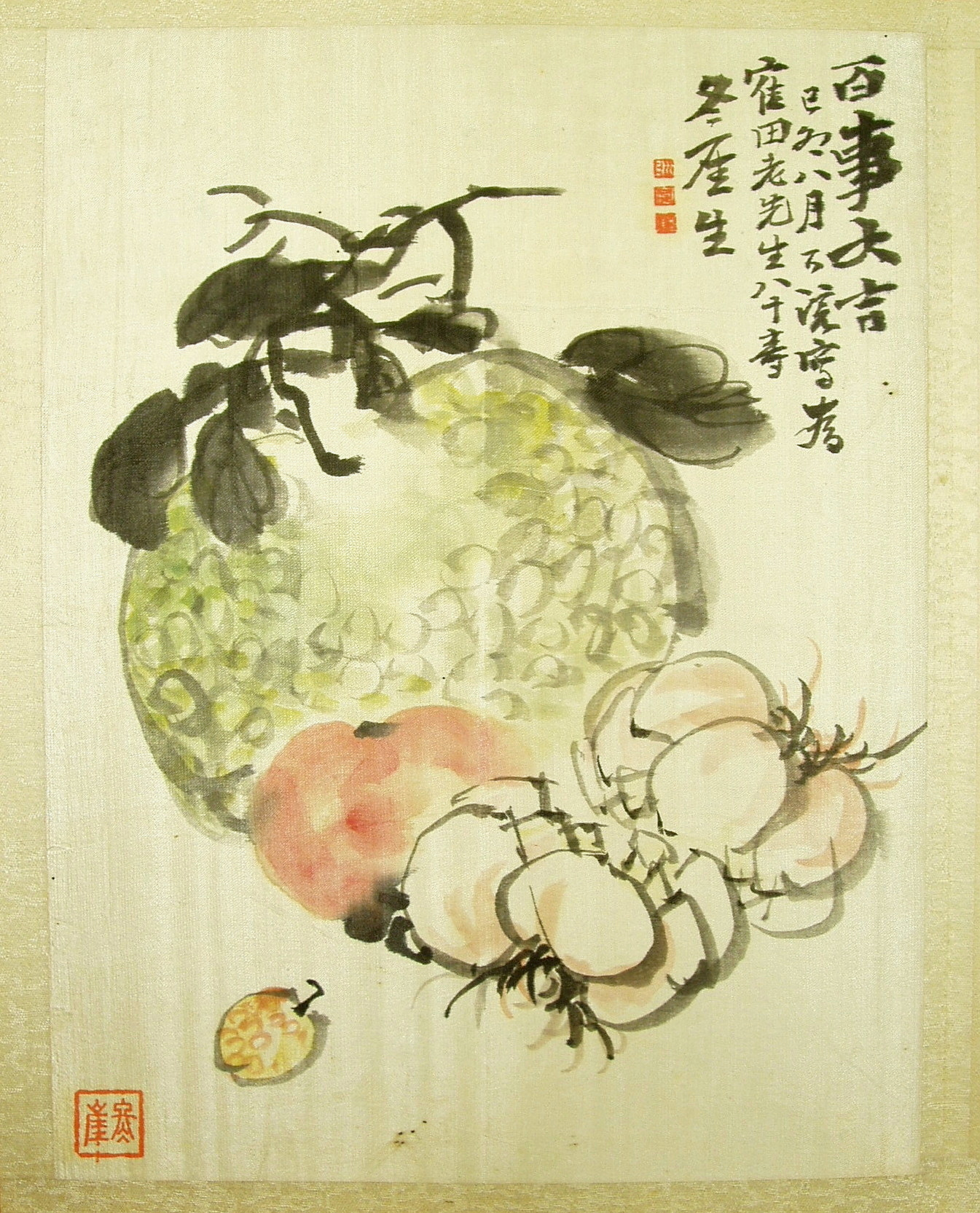
Stillleben
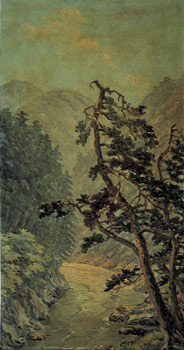
Landschaft